# Cour Saint-Émilion
Cour Saint-Émilion (česky dvůr / nádvoří Saint-Émilion) je slepá ulice v Paříži. Nachází se uprostřed obchodního centra Bercy Village ve 12. obvodu. Uprostřed ulice se nachází vstup do stejnojmenné stanice metra.

## Poloha
Ulice je pěší zónou, která vede od ulice Rue Gabriel Lamé směrem k Seině a končí jako slepá ulice před multikinem Ciné Cité Bercy. Po obou stranách je lemována malými skladišti na víno, které byly přestavěny na obchody.

## Historie
Ulička vznikla v 19. století, když zde byly postaveny sklady pro víno, které bylo přiváženo do Paříže. Název je odvozen od města Saint-Émilion v departementu Gironde, odkud produkce vína pocházela, a po kterém se víno nazývá. Ve 20. století byly sklady uzavřeny a nebyly využívány. V 80. letech začala obnova čtvrti Bercy a renovována byla i skladiště, která jsou od roku 1986 chráněna jako historická památka. V 90. letech začala jejich obnova. Ulice byla zachována, ale zkrácena, když bylo na jejím konci vybudováno multikino. V roce 2001 se stala centrem obchodního a zábavního centra Bercy Village.